# Johann Brunner (Heimatforscher)
Johann Brunner (* 29. April 1857 in Tirschenreuth; † 10. März 1941 in Cham) war ein deutscher Schulleiter und Heimatforscher.

## Leben
Brunner stammte aus einer Tirschenreuther Ackerbürger- und Lohnkutscherfamilie. Seine Ausbildung erhielt er in Metten, Amberg und Eichstätt. Er entschied sich dafür Lehrer zu werden und besuchte dazu 1873 die Präparandenschule Weiden. Seine erste Arbeitsstelle hatte er an der Schule in Schönberg. 1886 wurde er als Lehrer an die Präparandenschule Cham berufen, deren Leitung er von 1912 bis 1923 innehatte.

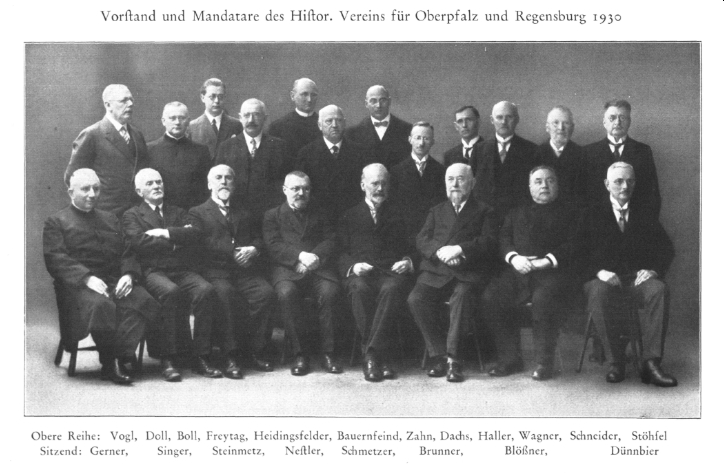
Johann Brunner beim Historischen Verein für Oberpfalz und Regensburg 1930

## Bedeutung als Heimatforscher
Brunner veröffentlichte viele umfangreiche Schriften zur Heimatkunde der Oberpfalz, die er sorgfältig anhand von Urkunden und Originaldokumenten vor allem im Staatsarchiv Amberg recherchierte und belegte. Er schrieb Stadtchroniken von Cham, Rötz, Furth im Wald, Tirschenreuth und Waldmünchen. Außerdem schrieb er über Klöster und Hofmarken im Bezirk Cham. In Rundfunksendungen berichtete er über Mundartforschung und Heimatgeschichte.

## Ehrungen, Preise und Anerkennung
Die Johann-Brunner-Mittelschule Cham wurde 1984 nach Johann Brunner benannt. In Brunners Geburtsstadt Tirschenreuth und in seiner Hauptwirkungsstätte Cham wurde jeweils eine Straße nach ihm benannt. Brunner war Ehrenbürger der Städte Cham und Tirschenreuth.

## Nationalistische und antisemitische Ergüsse
Brunner schrieb überwiegend sachlich, wenn auch – zumindest für heutiges Empfinden – in etwas schwärmerisch heimattümelndem Stil. Allerdings finden sich in seinen Werken, wenn auch nur ganz vereinzelt und selten, nationalistische und stark antisemitische Ergüsse. So zum Beispiel in dem 1925 veröffentlichen Schloß und Herrschaft Runding und in dem 1940 veröffentlichten Das ehemalige Landsassengut Raindorf .... In beiden Werken erzählt Brunner vom Verkauf des Schlosses Runding an den jüdischen Bankier Jakob von Hirsch durch den bayerischen Staat, der damit seine Staatskasse aufbesserte. Beim Vergleich der beiden Stellen ist die Zunahme und Verschärfung antisemitischer Propaganda deutlich zu bemerken. Es ist unklar, inwieweit diese nationalistischen und antisemitischen Auslassungen Brunners eigener Überzeugung geschuldet oder nur ein Tribut an das herrschende nationalsozialistische Regime waren.

## Publikationen
- Das ehemalige Landsassengut Raindorf – die Geburtsstätte des bayerischen Reiterführers Andreas Kolb im Dreißigjährigen Krieg, 1940 online als pdf
- Handelsgeschichte der Stadt Cham, 1936
- Geschichte der Grenzstadt Waldmünchen in der bayerischen Ostmark, 1934
- Geschichte der Stadt Tirschenreuth in der bayerischen Ostmark vor dem Egerland, Verlag des Stadtrates Tirschenreuth, 1933
- Geschichte der Grenzstadt Furth im Wald, 1932
- Die Ortsnamen des Bezirksamtes Tirschenreuth, Kallmünz Laßleben, 1930
- Die Ermordung des kurfürstlichen Stiftshauptmanns Valentin Winsheim zu Tirschenreuth am 24. Febr. 1592, 1930 online als pdf
- Die Ortsnamen des Bezirksamtes Cham zusammen mit Willibald Schmidt, 1929 online als pdf
- Geschichte der oberpfälzischen Stadt Rötz, Verlag des Stadtrates Rötz, Druck von M. Laßleben Kallmünz, 1929
- Schloß und Herrschaft Runding, 1925 online als pdf
- Bayerns Postwertzeichen 1849–1920. Im Auftrag der Gesellschaft zur Erforschung der Postgeschichte in Bayern, München, Bayerland-Verlag, 1924
- Heimatbuch des bayerischen Bezirksamtes Cham. Heimatstudien: Sonderbeigaben zu den bayerischen Heften für Volkskunde, Hrsg.: Bayerischer Landesverein für Heimatschutz, München: Straub, 1922
- Geschichte der Stadt Cham. Mit Zeichnungen v. G. Achtelstetter, Verlag v. Pankraz, Cham, 1919
- Katzberg, ehemals Ritterlehen und Hofmark, 1910 online als pdf
- Schloss und Herrschaft Sattelpeilnstein. Mit 2 Exkursen und mehreren Urkunden, 1905 online als pdf
- Der Pandurenführer Franz Freiherr von der Trenk im österreichischen Erbfolgekriege, mit besonderer Rücksicht auf die Zerstörung von Cham im Jahre 1742, 1899 online als pdf